# 오가사와라흑비둘기
오가사와라흑비둘기(일본어: 小笠原烏鳩 오가사와라카라스바토[*], 영어: Bonin wood pigeon, 학명: Columba versicolor)는 일본 남부 보닌 제도의 지치지마 섬, 나코도섬에 자생하는 비둘기이다. 1827년에 처음으로, 마지막 것은 1889년까지 4개의 종이 기록되었다. 평균 길이는 45 cm에 이른다. 이 비둘기는 19세기 말 탈산림화, 사냥, 쥐와 고양이의 유입에 의한 포식의 결과로 멸종하였다.